# باتريك مولر (دراج)
باتريك مولر هو دراج سويسري، ولد في 18 أبريل 1996 في سويسرا.

## وصلات خارجية
- باتريك مولر على موقع الاتحاد الدولي للدراجات (الإنجليزية)
- باتريك مولر على موقع أرشيف الدراجات (الإنجليزية)
- باتريك مولر على موقع إحصائيات الدراجات الإحترافية (الإنجليزية)
- باتريك مولر على موقع نسبة الدراجات (الإنجليزية)